# Batrachedra notocapna
Batrachedra notocapna là một loài bướm đêm thuộc họ Blastobasidae. Nó được tìm thấy ở Úc.